# 网络色情
网络色情（英語：Internet pornography）是指任何在互联网上能获取色情内容，主要通过網站、对等网络、文件共享或Usenet新闻组的方式进行传播，其内容包含了图像、视频、文字等多种形式。1991年万维网向公众开放，使得网络色情飞快地发展。